# Cervus
Genre
Cervus est un genre de mammifères de la famille des Cervidés.

## Espèces
Il comporte plusieurs espèces :
- Cervus albirostris -  Cerf de Thorold ou Cerf au museau blanc
- Cervus alfredi - Cerf moucheté du Prince Alfred
- Cervus duvaucelii - Cerf des marais ou  Barasingha ou Cerf de Duvaucel
- Cervus elaphus - cerf élaphe, le plus courant en France.
- Cervus canadensis - wapiti
- Cervus eldii - cerf d'Eld ou Thamin
- Cervus mariannus - cerf des Philippines
- Cervus nippon - Cerf Sika
- Cervus schomburgki - Cerf de Schomburgk
- Cervus timorensis -  Cerf rusa ou de Java ou du Timor
- Cervus unicolor -  Sambar

Selon ITIS:
- Cervus albirostris Przewalski, 1883
- Cervus alfredi Sclater, 1870
- Cervus duvaucelii G. Cuvier, 1823
- Cervus elaphus Linnaeus, 1758
- Cervus eldii M'Clelland, 1842
- Cervus mariannus Desmarest, 1822
- Cervus nippon Temminck, 1838
- Cervus schomburgki Blyth, 1863
- Cervus timorensis Blainville, 1822
- Cervus unicolor Kerr, 1792

Selon MSW:
- Cervus elaphus
  - Cervus elaphus alashanicus
  - Cervus elaphus atlanticus
  - Cervus elaphus barbarus
  - Cervus elaphus brauneri
  - Cervus elaphus canadensis
  - Cervus elaphus corsicanus
  - Cervus elaphus elaphus
  - Cervus elaphus hanglu
  - Cervus elaphus hispanicus
  - Cervus elaphus kansuensis
  - Cervus elaphus macneilli
  - Cervus elaphus maral
  - Cervus elaphus nannodes
  - Cervus elaphus pannoniensis
  - Cervus elaphus songaricus
  - Cervus elaphus wallichii
  - Cervus elaphus xanthopygus
  - Cervus elaphus yarkandensis
- Cervus nippon
  - Cervus nippon aplodontus
  - Cervus nippon grassianus
  - Cervus nippon hortulorum
  - Cervus nippon keramae
  - Cervus nippon kopschi
  - Cervus nippon mageshimae
  - Cervus nippon mandarinus
  - Cervus nippon mantchuricus
  - Cervus nippon nippon
  - Cervus nippon pseudaxis
  - Cervus nippon pulchellus
  - Cervus nippon sichuanicus
  - Cervus nippon soloensis
  - Cervus nippon taiouanus
  - Cervus nippon yakushimae
  - Cervus nippon yesoensis

## Cladogramme
Une étude de l'ADN mitochondrial réalisée en 2014 a montré que la phylogénie interne du Cervus était la suivante :
|  | C. elaphus (cerf élaphe) |
|  |                          |
|  | C. hanglu                |
|  |                          |

|  | C. albirostris (Cerf de Thorold)                                                 |
|  |                                                                                  |
|  | \| \| C. nippon (cerf sika) \| \| \| \| \| \| C. canadensis (wapiti) \| \| \| \| |
|  |                                                                                  |
|  | C. nippon (cerf sika)                                                            |
|  |                                                                                  |
|  | C. canadensis (wapiti)                                                           |
|  |                                                                                  |

|  | C. nippon (cerf sika)  |
|  |                        |
|  | C. canadensis (wapiti) |
|  |                        |

|  | C. elaphus (cerf élaphe) |
|  |                          |
|  | C. hanglu                |
|  |                          |

|  | C. albirostris (Cerf de Thorold)                                                 |
|  |                                                                                  |
|  | \| \| C. nippon (cerf sika) \| \| \| \| \| \| C. canadensis (wapiti) \| \| \| \| |
|  |                                                                                  |
|  | C. nippon (cerf sika)                                                            |
|  |                                                                                  |
|  | C. canadensis (wapiti)                                                           |
|  |                                                                                  |

|  | C. nippon (cerf sika)  |
|  |                        |
|  | C. canadensis (wapiti) |
|  |                        |

## Espèces préhistoriques
Les fossiles connus de la sous-famille Cervinae montrent qu'elle est dérivée des Pliocervinae du sud-est de l'Europe et de Chine. Akhtar et al. mentionnent Bubenik (1990) qui voit la tribu Pliocervini comme un passage évolutionnaire important entre le Dicrocerini du Miocène moyen et les Cervini du Plio-Pléistocène.